# 緬甸性交易產業
賣淫，在緬甸是非法但很普遍。賣淫是一個特別影響婦女和兒童的重大社會問題。聯合國艾滋病規劃署估計該國有66,000名妓女。
婦女往往因合法工作的承諾和薪水大幅提高而被誘騙賣淫，而且由於教育水平低，她們很難在其他地方找到工作。在許多情況下，這些婦女來自偏遠地區。

## 現在的情況
在仰光，賣淫經常發生在經營妓院的酒店。最近出現的按摩院始於1995年，其中少數族裔群體如佤族尤其經營此類業務。仰光的夜總會也是獨立工作的妓女經常留連的地方。
在整個國家，性產業一般都在餐館，冒充賓館的妓院和夜總會進行。自2008年5月颶風納爾吉斯襲擊以來，仰光的妓女人數大幅增加，從而降低了性服務的價格。曼德勒有許多妓女在按摩院，KTV休息室，舞廳和街頭工作。
緬甸新首都內比都也出現了一個紅燈區，妓院主要偽裝成美容院和按摩沙龍，主要吸引商人和軍人。大約70個妓院，大部分是帳篷和竹屋的形式，在通往內比都的30英里長的高速公路上經營廉價的紅燈區。
在整個東南亞地區，緬甸在妓女的服務方面是最便宜的，即使在老撾價格上也是如此。性工作者和非政府組織報告說警察執法是濫權，暴力和腐敗。

## 名稱
緬甸的妓女被稱為許多不同的術語。他們被稱為“滿足棍子的饑餓”“藍色情婦”，在俚語使用中，也使用ကြက်မ（“雞”），ဖါမ（“女皮條客”），နတ်သမီး（“女納”）和ညမွှေးပန်း（“夜晚的香花”）。

## 法律情況
賣淫是非法的。根據1949年頒布的“制止賣淫法”，在公共場合招攬嫖客或強迫或誘使婦女賣淫或擁有妓院的行為是非法的。該法還將從賣淫中獲取經濟利益定為刑事犯罪，包括性工作者自己的收入。
避孕套以前被用作賣淫的證據，但2011年發布了一項行政命令，以防止使用避孕套作為證據。隨後將其納入“刑法”第271條保障女童免遭性虐待，任何人被發現與14歲以下（未經同意）的女孩發生性關係將被控強姦罪。1993年頒布的“兒童法”將自願性行為的年齡提高到16歲，並使兒童賣淫成為非法。故意允許一名監護下年齡小於十六歲的女孩從事賣淫是違法行為。但男孩沒有明顯的相應罪行。“兒童法”還規定，製作兒童色情材料應受到懲罰。
2013年，MP Daw Sandar Min呼籲將賣淫合法化，但這被政府拒絕了。
目前（2018年），緬甸社會福利和救濟安置部正在製訂法律修正案，以保護性工作者。

## 貢榜王朝
在1785年波道帕耶王統治時期賣淫被禁止。
當敏東王在19世紀50年代創立曼德勒時，包括了一個單獨的妓女行政區。

## 英治時期
從英國占領到1937年，緬甸是英屬印度的一部分。
英國人試圖將賣淫作為一種必要的罪惡來接受管理。大多數婦女來自貧困家庭，沒有其他社會或經濟獨立的機會。導致婦女賣淫的結構性不平等往往是殖民政府強制執行的。
大多數妓女在英國軍事基地附近賣淫，每個英國士兵團有大約12至15名印度妓女。這些婦女被關在叫做chaklas的妓院裡。他們獲得了軍方官員的許可，允許只與士兵交合。
在chaklas工作的婦女經常被要求每週進行一次體檢，以檢查她們是否有性病。
然而，當軍事人員越來越多地受到性病的打擊時，需要更多的法規來預防軍人的性病。這導致傳染病法案出台。該法案要求對從事賣淫的婦女進行登記。這些婦女被要求以卡的形式攜帶許可證。此外，它還要求對妓女進行定期體檢。如果在檢查過程中發現這些女性中的任何一個被感染，則需要對她們進行住院治療。如果她們拒絕接受，她們可能會被監禁。一旦他們的疾病治愈，他們就被釋放了。這些措施均未適用於受感染的男子。該法案僅針對妓女，因為她們是唯一接受許可和體檢的人。
20世紀30年代的大蕭條導致英屬緬甸出現前所未有的失業和流離失所，迫使許多婦女為客戶服務，主要客人是英國軍隊和印裔緬甸人。

## 艾滋病
緬甸是僅次於泰國的亞洲艾滋病毒感染率第二高的國家，性工作者尤其處於危險之中。1949年“禁止賣淫法”禁止緬甸性工作的犯罪性質，也導致緬甸的性工作者在艾滋病毒/艾滋病欠缺意識和不使用安全套。
2005年，在仰光，有100多家妓院和1萬名性工作者，其中大多數是緬族人，其中70-90％有性傳播感染史，不到25％的人接受過艾滋病毒檢測。當時一項軼事研究發現，仰光近一半的性工作者患有艾滋病毒/艾滋病。
政府，非政府組織和國際組織開展了各種活動，以提高對艾滋病毒的認識，提供更多的醫療保健服務，並改善對受感染者的治療。結果，全國成人患病率降至0.4％[27]性工作者的患病率也下降了; 2008年為18.4％，[14] 2012年為7.1％[14]，2016年為5.4％。[28]性工作者使用安全套的比例已增加到80％以上

## 人口販運
緬甸是緬甸和國外遭受性販運的婦女和兒童的來源國。它也越來越成為外國受害者的目的地和過境國，包括來自印度的婦女和女孩。一些緬甸婦女和移居國外工作的兒童，特別是泰國和中國，以及亞洲，中東和美國的其他國家，都遭受性交易。
緬甸婦女越來越多地被運往中國並遭受性交易;緬甸政府官員偶爾也會參與這種形式的販運活動，以及促進對羅興亞人移民的走私和剝削。
緬甸是泰國妓女的主要來源（估計為25,000-30,000），其中大部分婦女都效刑鄰近緬甸南部的拉廊和北部的美塞。緬甸性工作者也在中國雲南經營，特別是邊境城鎮瑞麗。泰國的大多數緬甸妓女來自少數民族。[32]百分之六十的緬甸妓女未滿18歲。
美國國務院監測和打擊販運人口辦公室將緬甸列為“三級”國家。